# Éthalidès
Dans la mythologie grecque, Éthalidès (en grec ancien Αἰθαλίδης / Aithalídês) est le fils d'Hermès et d'Eupolémie, fille de Myrmidon. Fameux archer, il prend part à l'expédition des Argonautes, auxquels il sert de héraut.

## Mythe
Ayant reçu de son père une mémoire particulièrement fidèle, il la garde après sa mort, aux Enfers, où il ne reste pas en permanence, revenant pour de courtes périodes parmi les vivants. Phérécyde raconte que « Éthalidès reçut d'Hermès ce don : que son âme fut tantôt dans l'Hadès et tantôt au contraire dans les lieux au-dessus de la terre ». Pythagore considère Éthalidès comme l'une de ses vies antérieures.

## Postérité
Æthalidès est une maison d'édition lyonnaise, créée en 2015, en référence au personnage mythique homonyme. Sa ligne éditoriale est à la confluence de la poésie et de la philosophie[réf. nécessaire].